# Coco Guzmán
Coco Guzmán, también conocida como Coco Riot (Murcia, 1979) es una artista visual queer no binaria española, reconocida internacionalmente por su activismo y exploración artística sobre la igualdad de género y el feminismo.

## Trayectoria
Nació y creció en una familia de científicos. A los 19 años, se mudó a Francia para recibir educación superior y se involucró en movimientos feministas, queer y anarquistas de Europa. Después de obtener una Maestría en Literatura Medieval Comparada en la Universidad de París VIII en 2003, comenzó a usar el cómic queer como medio artístico y a crear fanzines, iniciando con Il Pleut des Gouines y It's Raining Dykes, para hablar de la homosexualidad. Obtuvo la Licenciatura en Bellas Artes de la Escuela Superior de las Bellas Artes de Toulouse. En 2008, se mudó a Montreal, donde trabajó en articule. Más tarde, se trasladó a Toronto donde realizó una Maestría en Arte Interdisciplinario en la OCAD University, impartió clases en Seneca College y Lakehead University. Guzmán es trilingüe, habla inglés, francés y español.
Durante su estancia en Canadá, fundó el Pio! Centre for Drawing, y cofundó el Colectivo PezLuna / Moonfish Collective, junto a la artista Paulie McDermid (más conocida como Philomena Flynn-Flawn), que funciona como un grupo de teatro colectivo inspirado en la obra de Federico García Lorca.
Su obra está compuesta por dibujos, instalaciones, películas de animación, medios impresos, novelas gráficas, cómics y exposiciones de dibujo in situ. Su trabajo mayoritariamente autobiográfico, en tono de humor, tiene un alto contenido político y de reivindicación de la lucha por la justicia social, en la que manifiesta su rechazo al sistema binario de hombre/mujer y la opresión, mostrando su defensa por la inclusión de las diversas identidades, cuerpos y comunidades, hecho a través de imágenes y formatos accesibles.
En su trabajo de 2015, Los Fantasmas/The Ghosts, creó una narración ilustrada inspirada en las historias silenciadas y en las vidas de los desaparecidos durante el franquismo. Participó, en 2017, como ilustradora de la novela gráfica Telling Our Stories: Immigrant Women's Resilience, promovido por el Ontario Council of Agencies Serving Immigrants (OCASI) y la Ontario Movement of the Francophone Immigrant Women (MOFIF), un proyecto que buscaba visibilizar historias de abuso y violación de mujeres inmigrantes e informar sobre como ofrecer ayuda a las víctimas, a través de la recopilación de historias en una serie de talleres en los que participaron 40 mujeres y que impartió Guzmán.
Su obra se ha exhibido en países como Canadá, España, Reino Unido, Corea del Sur, Holanda, Alemania o Costa Rica. Participó en la 8º edición de la International Quebec City Biennial en 2017 y la XIII Bienal de La Habana en 2019. Ha publicado sus dibujos en revistas como Pikara Magazine. En 2020, colaboró como dibujante en el cómic Superbollo contra la L.E.F.A. de Irene Sala i Brotons y Marian Torres. Creó la campaña de sensibilización y visibilización, Orgullosxs, para el Ayuntamiento de Cartagena con motivo de la celebración del Orgullo del 2021. Este mismo año, se publicó la revista Hasta que caiga el patriarcado y no haya ni un desahucio más. Deuda, vivienda y violencia patriarcal en la que participó como ilustradora. Fue la diseñadora del cartel de las II jornadas de sindicalismo feminista realizadas en Madrid, en 2022.
Vive, desde 2019, en Madrid. Está estudiando un doctorado en la Universidad Politécnica de Valencia, donde ha realizado diferentes investigaciones académicas relacionadas con la diversidad de género y lo queer. Durante su trayectoria, ha impartido charlas, conferencias y talleres sobre sus estudios de arte y género.

## Obra

### Novela gráfica
- 2010 - Llueven Queers.[8][36][30][37][38]
- 2017 - Telling Our Stories: Immigrant Women's Resilience.[3][14][15][16][17][18]

### Fanzines
- 2013 - Il Pleut des Gouines.[7]
- 2013 - It's Raining Dykes.[7][8]
- 2014 - The secret (shhh) is eating mama’s head.[8]

### Exposiciones
- 2008 - Genderpoo. Instalación y cortometraje.[7][8][11]
- 2015 - Los Fantasmas/The Ghosts.[8][9][12][13]
- 2015 - A Waste of Time.[4]
- 2016 - The Demonstration.[39]
- 2017 - Paraíso/Paradise. 8º International Quebec City Biennial.[6][19]
- 2019 - Las cosas que se quedan/The things that remain.[12]
- 2019 - Ver o no ver. XIII Bienal de La Habana.[12]
- 2022 - El sueño de Frankestein. Intervención mural en Matadero Madrid.[31][40][41][42]

### Otras publicaciones
- 2016 - Queer and Trans People of Color Community Arts Collective: Ste-Émilie Skillshare, include en el libro Artistic Citizenship: Artistry, Social Responsibility, and Ethical Praxis.[29][43]
- 2018 - Los Fantasmas: dibujo e invocación de lo existible en la España post-franquista.[13]
- 2021 - (h)amor 6 trans.[44]

## Reconocimientos
Guzmán ha recibido entre otras, diferentes becas del Canada Council for the Arts, del Ontario Arts Council y del Toronto Arts Council. También ha sido reconocida con el Artscape Award en 2015, premio anual que se otorga en el marco de la Toronto Outdoor Art Exhibition (TOAE) y en el que el ganador obtiene una residencia de una semana en el refugio de artistas Artscape Gibraltar Point y que finaliza con una exposición individual en el Artscape Youngplace. En 2021, fue artista residente del Centro de Residencias Artísticas de Intermediæ en Matadero Madrid, con el proyecto Situated and expanded drawing as a weapon of imminent queer contagion.